# Теоретизування у кріслі
Теоретизування в кріслі, філософування в кріслі або наукове крісло — це підхід до створення нових розробок у галузі, який не передбачає первинного дослідження та збору нової інформації, а натомість являє собою аналіз чи синтез існуючих академічних досліджень; цей термін, як правило, є зневажливим, маючи на увазі що такі дослідження слабкі або легковажні.

## Коментар і аналіз
Різні дисципліни надають різну вагу суто теоретичним дослідженням. Деякі антропологи стверджують, що суто теоретичні антропологічні дослідження застаріли та що етнографічні польові дослідження повинні бути необхідною частиною антропологічних досліджень. З іншого боку, деякі коментатори стверджують, що економічні теорії розроблені для пояснення та прогнозування економічних явищ, що вимагає аналізу та синтезу, а не обов'язково збору даних. Ліланд Б. Єгер навіть стверджує, що економісти можуть правомірно екстраполювати власні особисті спостереження для розробки нових теорій. У цьому сенсі Єгер розглядає теоретизування в кріслі як щось більше, ніж «просте безплідне жонглювання довільними припущеннями», стверджуючи, що навіть без традиційного наукового методу чи практичної роботи цю практику все одно можна виконувати у спосіб, який базується на «обґрунтованому емпіричному дослідженні».
У той час як «наукові дослідження в кріслі» контрастують з науковим методом, який за своєю суттю передбачає активне дослідження природи шляхом збору даних, філософи та теоретики в кріслі можуть допомогти у формулюванні теорій, які пояснюють спостереження; потім ці теорії можна перевірити за допомогою подальших наукових досліджень. Хоча методи філософа в кріслі відрізняються від методів емпіричного вченого, вони можуть доповнювати один одного, створюючи нове розуміння або необхідні істини.
Головним критиком теоретизування в кріслі був антрополог Броніслав Маліновський, чиї погляди часто підсумовуються у приказці «[зійти] з веранди», що заохочує польову роботу та включене спостереження:10-13.